# Zlaté Moravce
Zlaté Moravce es la capital del distrito de Zlaté Moravce en la región de Nitra, Eslovaquia, con una población estimada a final del año 2024 de 11 762 habitantes.
Se encuentra ubicada al noreste de la región, cerca de la frontera con las regiones de Banská Bystrica y Trenčín.

## Demografía
| Año        | 1994   | 2004     | 2014     | 2024    |
| ---------- | ------ | -------- | -------- | ------- |
| Población  | 15 694 | 13 554   | 11 855   | 11 762  |
| Diferencia |        | −13,63 % | −12,53 % | −0,78 % |

| Año        | 2023   | 2024    |
| ---------- | ------ | ------- |
| Población  | 11 803 | 11 762  |
| Diferencia |        | −0,34 % |